# Theodor Breitwieser

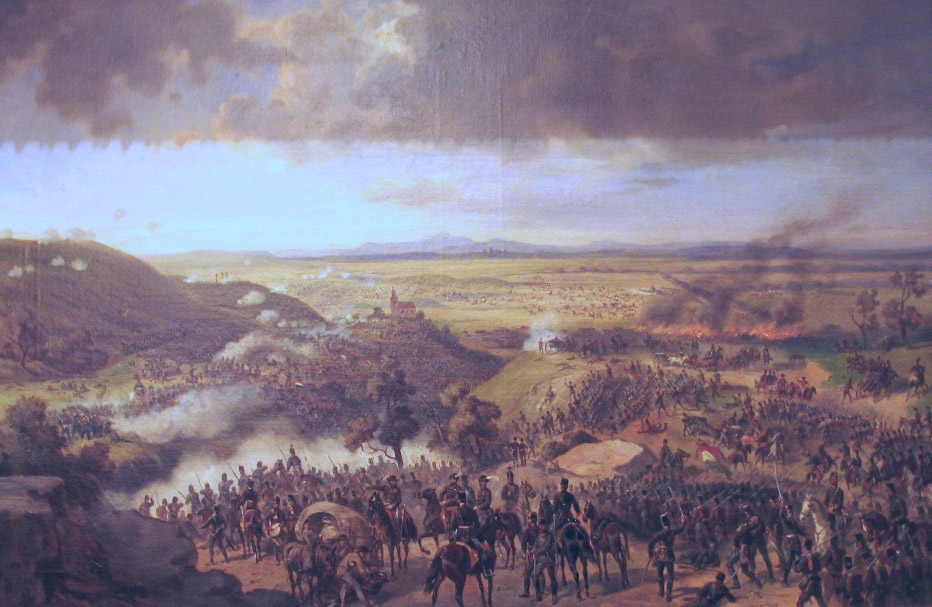
Der Entsatz der Festung Komorn

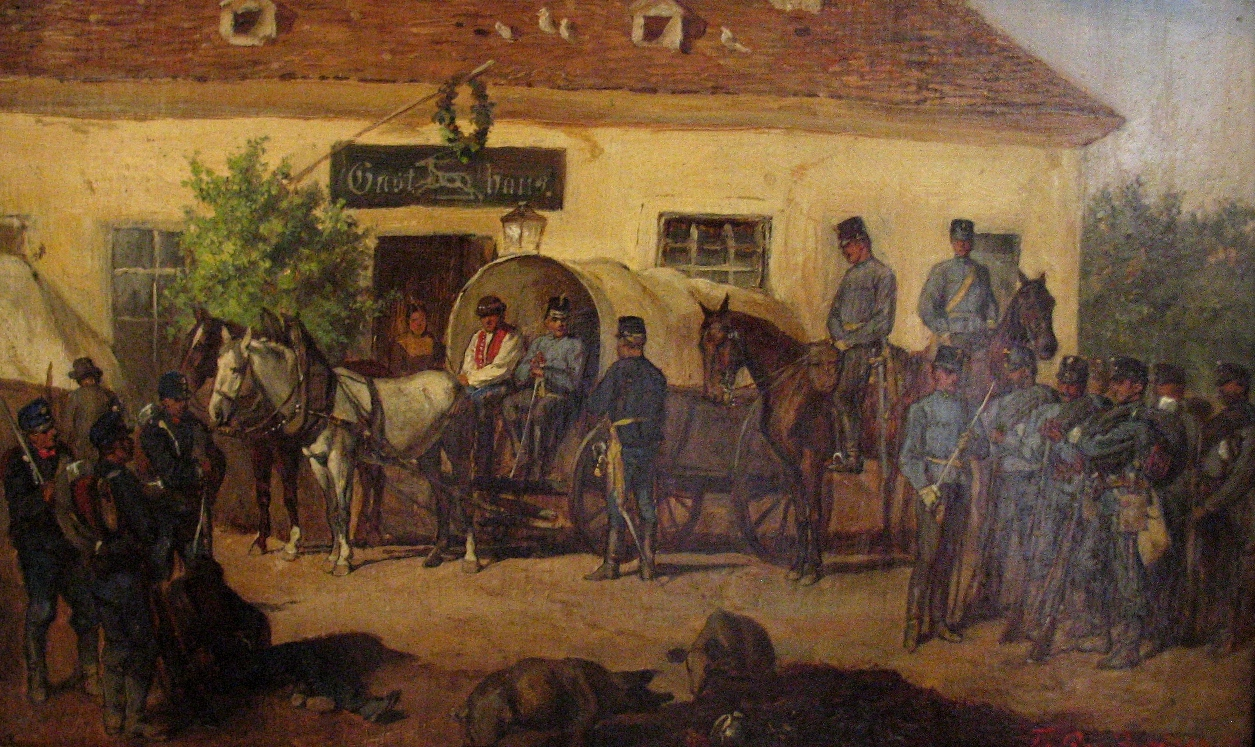
Manöver in Maustrenk

Theodor Mathias Breitwieser, auch Breidwiser oder Breidwieser (* 16. Juli 1847 in Laimgrube bei Wien; † 22. Jänner 1930 in Kaltenleutgeben) war österreichischer Genre- und Militärmaler.

## Leben und Werk
Theodor Breitwieser wurde am 16. Juli 1847 als Sohn des Tagelöhners Georg Breitwieser und dessen Ehefrau Josefa Barbara (geborene Mühlmayer) in der Vorstadt Laimgrube bei Wien geboren und am 18. Juli 1847 auf den Namen Theodor Mathias getauft.
Breitwieser genoss ab 1866 seine Ausbildung an der Wiener Akademie unter seinem Lehrer Eduard von Engerth. Er malte vorwiegend militärische Szenen, aber auch Genrebilder aus dem Volksleben. Inspiriert von Nikolaus Lenaus Gedicht Die Drei malte er das Bild Österreichische Ulanen auf dem Marsche, welches Erzherzog Ludwig kaufte. Auch Kaiser Franz Joseph I. erwarb eine größere Anzahl von Breitwiesers Gemälden, was den Künstler in den Wiener Hofkreisen begehrt machte. 
1885 bereiste Breitwieser die Vereinigten Staaten, wo er in William Wehners American Panorama Company große Schlachten-Panoramabilder malte. In dieser Zeit entstanden auch einige Genre- und Pferdedarstellungen sowie Szenen aus dem Leben der Cowboys, darunter ein Umzug in der Prärie, welches wiederum von Kaiser Franz Joseph erworben wurde.
Ab 1883 war Theodor Breitwieser Mitglied des Wiener Künstlerhauses, 1915 wurde er mit der silbernen Medaille des Albrecht-Dürer-Bundes ausgezeichnet.
Am 22. Jänner 1930 starb Breitwieser im Alter von 82 Jahren an Altersschwäche mit einhergehender Herzlähmung. Sein Leichnam wurde zur Kremation nach Wien überführt und am 24. Jänner 1930 bestattet.
Viele Gemälde befinden sich heute in österreichischen Museen, noch mehr allerdings in Privatbesitz, wodurch die Gemälde immer wieder auf Kunstauktionen angeboten werden.

## Werke (Auszug)
- Entsatz der Festung Komorn durch die ungarischen Aufständischen am 22. April 1848, 1881. Öl auf Leinwand, 58 × 87 cm, Heeresgeschichtliches Museum, Wien.
- Motiv aus Maustrenk (Niederösterreich), im Rahmen der Herbstmanöver 1876 in Nikolsburg, Mähren, 1878. Öl auf Holz, 16 × 25 cm, Heeresgeschichtliches Museum, Wien.